# Байматов, Абдухаким
Абдухаким Байматов — советский хозяйственный, государственный и политический деятель.

## Биография
Родился в 1931 году в Аштском районе. Член КПСС с 1955 года.
С 1954 года — на хозяйственной, общественной и политической работе. В 1954—1992 гг. — секретарь Аштского райкома ЛКСМ Таджикистана, слушатель Ташкентской ВПШ, секретарь Аштского райкома партии, инструктор при парткоме ЦК КП Таджикистана в Канибадамском производственном колхозно-совхозном управлении, инспектор-парторганизатор парткома КП Таджикистана Аштского производственного колхозно-совхозного управления, заместитель секретаря Кайраккумского промышленно-производственного парткома, второй секретарь, первый секретарь Кайраккумского горкома КП Таджикистана, министр местной промышленности Таджикской ССР
Избирался депутатом Верховного Совета Таджикской ССР 7-12-го созывов.
Жил в Таджикистане.